# NEW BREED
NEW BREED（ニューブリード）は、東京を中心に活動する日本の3ピースロックバンド。

## メンバー
- Toyo / ボーカル
- Tommie-B / ベース
- Mark / ドラム

## 元メンバー
- Shun / ドラム（2004-05年まで在籍、現Galactica Phantom / YOUTHQUAKE / VOLCANO）
- Tama / ギター

## 略歴
- 2003年 Tamaとカナダ生まれカナダ育ちのToyoを中心に結成。
- 2004年 Tommie-Bが加入。
- 2005年 Markが加入、現在のメンバーとなる。
  - シングル「breed in and in…」「[breeder reactor] the 4 plugs…」の2枚を自主リリース（廃盤）。
  - 年間100本を超えるライブを日本全国で精力的に行う。
- 2010年 ZESTONE RECORDSに移籍。
  - 5月 ‐ レーベルメイトのThridephotogramと共に、2曲入りスプリットCDを一部のレコードショップ・ライブ会場にて無料配布。「Distant... Closer, yet apart」を収録。
  - 8月4日 ‐ コンピレーション・アルバム「VERSUS Round 2」に「Immune to anything but you...」にて参加。
  - 10月10日 ‐ 吉祥寺CLUB SEATAにて「VERSUS TOUR 2010」の東京公演に参加。PIERCE THE VEIL 、CONFIDE、 BURY TOMORROW 、LOST、Crossfaithと共演。
  - 10月20日 ‐ 1stアルバム『Heart racing moments for all Lovers & Haters』をリリース。
  - 11月12日 ‐Thridephotogramを迎え、新宿WildSideにてスプリットCDの記念イベント「Break on Through」を新宿WildSide Tokyoにて開催。
  - 12月 ‐ Triple vision entertainment主催のイベント「SCREAM OUT PARTY 2010」に、Breathe Carolina (US)、For All Those Sleeping (US)、Fear, and Loathing in Las Vegasらと共に参加。
- 2011年
  - 3月4日 ‐ カバー・コンピレーション「Punk Goes Pop 3（日本盤）」が発売。「Nothin' on You - B.o.B feat. Bruno Mars」にて参加。
  - 3月 - 4月 ‐ 「ZESTONE TOUR 2011 SPRING」にレーベルメイトのLOSTと共に参加。途中、東日本大震災を受け一部のライブが中止に。
  - 4月16日 ‐ 渋谷サイクロンで予定していた1stアルバムのリリースイベントをチャリティーイベントとして開催。
  - 5月11日 ‐ レーベル・コンピレーション「ZEST FOR LIVING Vol.1」が発売。1stアルバムより「Back to Back with separate timelines」で参加。
  - 12月 ‐ 米国フロリダ・オーランドにて、2ndアルバム「the PIONEERS of SENSATION」をレコーディング。プロデューサーはライズ・レコード等で活躍するCameron Mizell。
- 2012年
  - 1月 ‐ ZESTONE RECORDS主催「BROTHERHOOD TOUR 2012」にCrossfaithと共に全公演参加。仙台から福岡まで、7都市7公演。
  - 1月18日 ‐ カバー・コンピレーション「Punk Goes Pop 4（日本盤）」が発売。「Raise Your Glass - P!nk」にて参加。
  - 1月18日 ‐ レーベル・コンピレーション「ZEST FOR LIVING Vol.2」が発売。フロリダでレコーディングを行った新曲「Addiction」にて参加。
  - 2月18日 ‐ 渋谷クアトロにてTriple vision entertainment主催のイベント「SCREAM OUT FEST 2012」に参加。A Skylit Drive (US)、We Came as Romans (US)、Dream On, Dreamer (AU)、Crossfaithらと共演。
  - 4月18日 ‐ 2ndアルバムの先行シングル「A Little Bit Of Bitterness」が発売。タワーレコードのJ-INDIESシングルチャート、最大2位を記録。
  - 6月 ‐ Crossfaithのアジアツアー「INTO THE ZION ASIA TOUR」に、台北、北京、香港の3箇所に参加。
  - 6月6日 ‐ 2ndアルバム『the PIONEERS of SENSATION』発売。
  - 7月 ‐ 2度目の中国ツアー3都市4公演（広州、武漢、上海）を行う。上海のフェスではメインステージにて2万人の観衆を前に堂々のパフォーマンス。
  - 8月〜 ‐ 『the PIONEERS of SENSATION』リリースツアー。日本全国、北海道から福岡を巡る全21公演。
  - 8月24日 ‐ Zepp 名古屋にて、サンデーフォーク主催イベント「TREASURE05X 2012」に参加。EGG BRAIN、knotlamp、SiM、ROTTENGRAFFTYらと共演。
  - 11月14日 ‐ クリスマスカバー・コンピレーション「A SANTA CAUSES -It’s A Pop Rock Christmas-」が発売。以前よりライブで披露していた「Last Christmas - Wham!」をいよいよ音源化。
  - 12月1日 ‐ ツアーファイナル「We Dance, We Rock, We Party! - 名古屋」を栄RADにて開催、ソールドアウト。
  - 12月7日 ‐ ツアーファイナル「We Dance, We Rock, We Party! - 大阪」を心斎橋SOMAにて開催、ソールドアウト。
- 2013年
  - 1月20日 ‐ ツアーファイナル「We Dance, We Rock, We Party! - 東京」を代官山UNITにて開催。
  - 3月12日 ‐ 札幌ペニーレーン24にて「MONSTER ENERGY OUTBURN TOUR 2013」に参加。SiM、coldrainと共演。
  - 3月20日 ‐ FACTの所属するエイベックス傘下のレーベル、maximum10監修のコンピレーション「MAYDIE!!」が発売。新曲「out of reach...」にて参加。
  - 5月12日 ‐ 名古屋アポロシアターにてLAST ALLIANCE「Seventh Sense TOUR」に参加。
  - 5月16日 ‐ 渋谷AXにて、日本で初開催された「The AP Tour Japan 2013」東京公演に参加。The_Used (US)、シルヴァースタイン (CA)、Crossfaithと共演。
  - 5月22日 ‐ カバー・コンピレーション「Punk Goes Pop 5（日本盤）」が発売。日本のバンドで唯一3期連続の参加となり、参加曲の「Marry You - Bruno Mars」カバーは、本国フィアレス・レコードの代表からも賞賛された。
  - 6月 ‐ 人気アニメ「コードギアス」の企画「CODE BLACK in ASHFORD」に楽曲提供＆リリース。NEW BREEDと主役ルルーシュのCV福山潤氏との異例のコラボとなり、話題となった。
  - 6月26日 ‐ 激ロック監修のコンピレーション「EXTREME PRIMER」が発売。新曲「untitled」にて参加IMER」が発売。新曲「untitled」にて参加。
  - 8月11日 ‐ 名古屋 E.L.L.にて、サンデーフォーク主催イベント「TREASURE05X 2013」に参加。SECRET 7 LINE、knotlamp、LAST ALLIANCEらと共演、ソールドアウト。
  - 8月 ‐ 3度目の香港・中国ツアーをヘッドライナー（香港、広州）にて行う。日本よりTHE TWISTED HARBOR TOWNがサポート。
  - 8月31日 ‐ 川崎CLUB CITTA’にて「TWILIGHT RECORDS 10th Anniversary」に参加。FACT、クワイエットドライブ (US)、Cash_Cash (US) らと共演。
  - 9月6日 ‐ 渋谷eggmanにてLOST「GET STONED TOUR」東京公演に参加。LOST、Dream On, Dreamer (AU)らと再共演。
  - 9月21日 ‐ 福岡CBにてCROSSFAITH「APOCALYZE WORLD TOUR 2013：JAPAN」福岡公演に参加。Crossfaith、NOISEMAKERと共演。
- 2014年
  - 2月7日 ‐ 「Red Bull Live on the Road × Scream Out Fest 2014 Kick Off Party」に参加。
  - 8月22日 ‐ 「TREASURE05X 2014 ～burning diamonds～」に参加。
  - 10月末日をもってTamaが脱退。理由は今後のバンド活動に対する考え方や姿勢についてメンバー間での考えの違いが大きくなった為。
- 2015年
  - 2014年のツアー以降表立った活動をしておらず、公式サイトも削除され公式Twitterの更新も2015年7月18日以降途絶えており、解散や活動休止といった公式からのアナウンスも一切無く、2024年5月時点においても事実上の活動停止状態となっている。

## ディスコグラフィー

### シングル
| 枚  | リリース       | タイトル                   | 規格 | 規格品番  |
| --- | -------------- | -------------------------- | ---- | --------- |
| 1st | 2012年4月18日  | A Little Bit of Bitterness | CD   | ZEST-037  |
| 2nd | 2014年10月15日 | the DIVIDE                 | CD   | NBRC-0001 |

### アルバム
| 枚  | リリース       | タイトル                                     | 企画 | 規格品番 |
| --- | -------------- | -------------------------------------------- | ---- | -------- |
| 1st | 2010年10月20日 | Heart racing moments for all Lovers & Haters | CD   | ZEST-020 |
| 2nd | 2012年06月06日 | the PIONEERS of SENSATION                    | CD   | ZEST-038 |

### 参加作品
| 発売日        | タイトル                         | 規格品番   | 収録曲                                                | 備考                                        |
| ------------- | -------------------------------- | ---------- | ----------------------------------------------------- | ------------------------------------------- |
| 2010年8月4日  | VERSUS ROUND2                    | LSMR-1018  | 「Immune to anything but you...」                     | ZESTONE RECORDS/TRIPLE VISION entertainment |
| 2011年3月4日  | PUNK GOES POP3                   | TRVE-0045  | 「Nothin' on you - B.o.B」（国内盤ボーナストラック）  | TRIPLE VISION entertainment                 |
| 2011年5月11日 | ZEST FOR LIVING Vol.01           | ZEST-026   | 「Back to Back with separate timelines」              | ZESTONE RECORDS                             |
| 2012年1月18日 | PUNK GOES POP4                   | TRVE-0064  | 「Raise Your Glass - P!nk」（国内盤ボーナストラック） | TRIPLE VISION entertainment                 |
| 2012年1月18日 | ZEST FOR LIVING Vol.02           | ZEST-032   | 「Addiction」                                         | ZESTONE RECORDS                             |
| 2013年3月20日 | MAYDIE!!                         | MXMM-10025 | 「out of reach...」                                   | maximum10                                   |
| 2013年5月22日 | PUNK GOES POP5                   | TRVE-0084  | 「Marry You - Bruno Mars」（国内盤ボーナストラック）  | TRIPLE VISION ENTERTAINMENT                 |
| 2013年6月26日 | 激ロック presents EXTREME PRIMER | LNCM-1029  | 「untitled」                                          | Mastard Records                             |

## ミュージックビデオ
| 監督                      | 曲名                                                                      |
| Taketo Atsuki (takepoint) | 「Once said not found」                                                   |
| NINO                      | 「A Little Bit Of Bitterness」                                            |
| maxilla                   | 「Immune to anything but you...」「Back to Back with separate timelines」 |
| Rib FILMS                 | 「Things we’ve lost」                                                     |